# Års kommun
Års kommun (danska Års Kommune eller Aars Kommune) var en kommun i Nordjyllands amt i Danmark. Från 2007 ingår Års kommun i Vesthimmerlands kommun i Region Nordjylland.